# 池谷陽輔
池谷 陽輔（いけがや ようすけ、1979年8月24日 - ）は、日本のラグビー選手。

## プロフィール
- 広島県広島市出身。
- ポジションはプロップ(PR)。
- 身長 183cm、体重 110kg
- 日本代表キャップは3。（2015年9月現在）
- ニックネームはいけ、がや。
- 父は広島東洋カープに所属した元プロ野球選手の池谷公二郎。

## 経歴
崇徳高校から法政大学へと入学。大学3年時に全国大学ラグビー選手権で準優勝を経験。
卒業後はサントリーサンゴリアスに入団した。スクラムが強く仕事量の多い選手でサントリーでも活躍。
2008年には、日本代表に選出された。
2016年、サントリーサンゴリアスを退団した。